# Glenavy
Glenavy (Iers: Lann Abhaigh) is een plaats in het Noord-Ierse County Antrim. Glenavy telt 1071 inwoners. Van de bevolking is 24% protestant en 74,7% katholiek.